# Allobaccha obscura
Allobaccha obscura är en tvåvingeart som beskrevs av Dirickx 2010. Allobaccha obscura ingår i släktet Allobaccha och familjen blomflugor.
Artens utbredningsområde är Madagaskar. Inga underarter finns listade i Catalogue of Life.